# Wörthersee

Wörthersee är en sjö i Kärnten i Österrike. Sjön har en yta på 20 km² och är belägen 440 meter över havet. Det största djupet i sjön är 85 meter. Wörthersee är ganska näringsfattig (mesotrof) och den är därför en populär badsjö.